# Coupe de Tunisie masculine de basket-ball 2018-2019
Navigation
Coupe de Tunisie 2017-2018 Coupe de Tunisie 2019-2020
La coupe de Tunisie 2018-2019 est la 63e édition de la coupe de Tunisie masculine de basket-ball, compétition à élimination directe mettant aux prises des clubs de basket-ball amateurs et professionnels affiliés à la Fédération tunisienne de basket-ball.

## Demi-finales
| Date          | Équipe à domicile              | Équipe à l'extérieur     | Score |
| ------------- | ------------------------------ | ------------------------ | ----- |
| 17 avril 2019 | Jeunesse sportive kairouanaise | Étoile sportive de Radès | 51-73 |
| 17 avril 2019 | Union sportive monastirienne   | Stade nabeulien          | 76-68 |

## Finale
| Date        | Lieu  | Équipe à domicile        | Équipe à l'extérieur         | Score |
| ----------- | ----- | ------------------------ | ---------------------------- | ----- |
| 11 mai 2019 | Radès | Étoile sportive de Radès | Union sportive monastirienne | 76-68 |

## Champion
- Étoile sportive de Radès
  - Président : Adel Ben Romdhane
  - Entraîneur : Nidhal Ben Abdelkrim
  - Joueurs : Maher Souabni, Achref Gannouni, Amrou Bouallegue, Mourad El Mabrouk, Omar Mouhli, Ziyed Chennoufi, Mohamed Hadidane, Mohamed Abbassi, Mokhtar Ghayaza, Nick West, Mortadha Ben Taher